# ژانگئودد
ژانگئودد (نام علمی: Zhangheotherium) نام یک سرده از راسته قرینه‌دندانان است.